# Jbel Sarhro
Der Jbel Sarhro (auch Jbel Saghro oder Djebel Saghro; tamazight ⴰⴷⵔⴰⵔ ⵏ ⵙⴰⵖⵔⵓ) ist eine zum Atlasgebirge in Nordafrika gehörende Gebirgskette vulkanischen Ursprungs in Marokko. Einige Geologen sehen den etwa 150 km langen und ca. 50 km breiten Gebirgszug als nordöstliche Verlängerung des Antiatlas an; andere betrachten ihn als gesonderten Bergstock.

## Lage
Der Jbel Sarhro wird nördlich vom Hohen Atlas und südlich vom Saharavorland begrenzt. Westlich stößt er auf die Gebirgskette des Antiatlas; östlich läuft er etwas länger aus, um noch in Marokko kurz vor der Grenze nach Algerien auf die Gebirgskette des Saharaatlas zu treffen. Sein höchster Gipfel ist der Jbel Amalou n’Mansour mit 2712 m. Weitere hohe Gipfel sind der Jbel Kouaouch mit 2592 m, der Jbel Afougal (2196 m) und der Jbel Amlal (2447 m). Im Gebiet des Jbel Sarhro gibt es auch mehrere Passstraßen, darunter der 2283 m hohe Tizi n'Tazazert.

## Bevölkerung

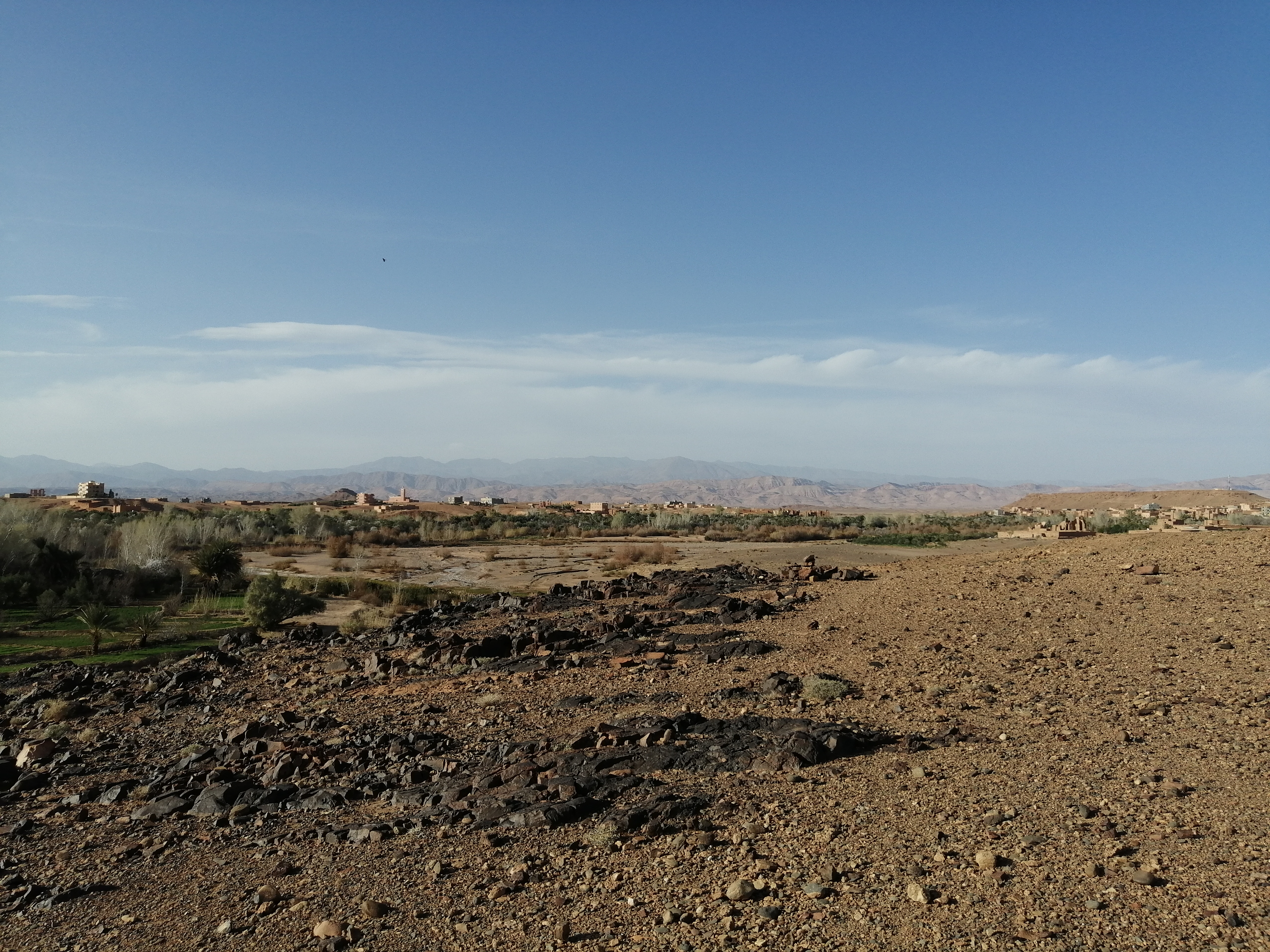
Ein kleines Dorf im Jbel Sarhro

Es gibt in der Region des Jbel Sarhro keine Städte oder größere Ortschaften; selbst kleinere Dörfer sind rar gesät, da die Nähe zur Sahara siedlungsunfreundliche Bedingungen schafft und das Gebiet wegen des Einschlusses durch die nördlicheren Gebirgsketten schwer zugänglich ist. Einzig wo Wasser in Form von Oasen oder den nur manchmal wasserführenden Wüstenflüssen, den Wadis (oueds), vorkommt, haben sich Berber vom kriegerischen Stamm der Aït Atta, die sich im Jahre 1933 mit allen Mitteln, jedoch letztlich erfolglos, gegen die Kolonialherrschaft der Franzosen zur Wehr setzten, dauerhaft niedergelassen.

## Wandern und Trekking
Meist von Boumalne Dadès und vor allem von Tagdilt (im Norden) bzw. von N’Kob (im Süden) ausgehend sind verschiedene Wanderungen im Gebiet des Jbel Sarhro möglich. Einige Berge sind bei Kletterern beliebt. Wegen der nur dünnen Besiedlung ist unbedingt auf ausreichende Wasser- und Proviantvorräte zu achten.